# Arbeidsliv i Norden
Arbeidsliv i Norden är en elektronisk tidskrift som ges ut av Arbeidsforskningsinstituttet i Norge, på uppdrag av Nordiska Ministerrådet. Den skrivs på de tre skandinaviska språken. Det finns även en engelsk version av tidskriften som heter Nordic Labour Journal.
Tidskriften kommer ut nio gånger per år och ägnar sig speciellt åt frågor som berör arbetsmarknaden, arbetsmiljön och arbetsrättsliga förhållanden knutna till de nordiska modellerna för arbetslivet.
Chefredaktör är Björn Lindahl